# MTV Video Music Award al miglior video R&B
L'MTV Video Music Award al miglior R&B (Best R&B) è un premio assegnato annualmente a partire dal 1993 nell'ambito degli MTV Video Music Awards.
Come tutte le altre categorie di genere ai VMA, questa categoria è stata ritirata brevemente nel 2007, quando i VMA furono rinnovati e la maggior parte delle categorie originali furono eliminate. Dal 2007 al 2018 il premio non è stato assegnato, per poi esser ripreso nel 2019.
Nel 2017, la parola "Video" è stata rimossa dal nome di tutte le categorie di genere; quando è stato reintrodotto nel 2019 ha preso il nome: Best R&B.

## Vincitori e candidati

### Anni 1990
- 1993
  - En Vogue - Free Your Mind
  - Mary J. Blige - Real Love
  - Boyz II Men - End of the Road

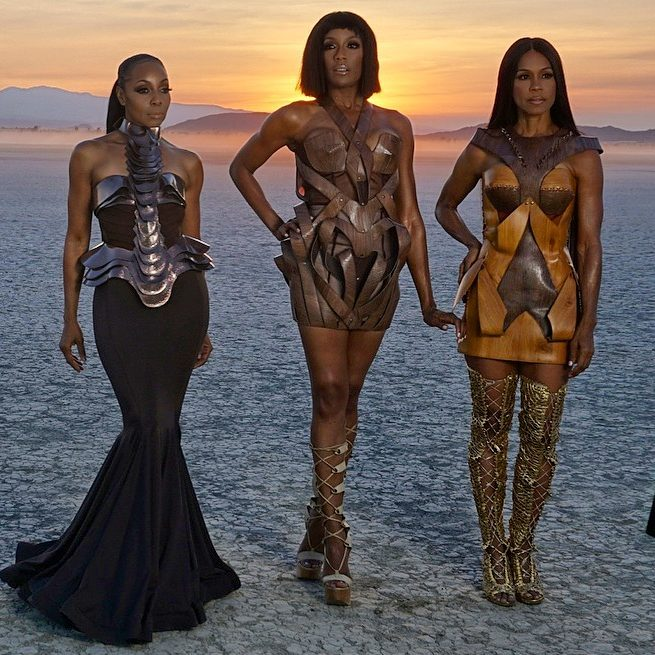
En Vogue sono state le prime recipienti del premio nel 1993.

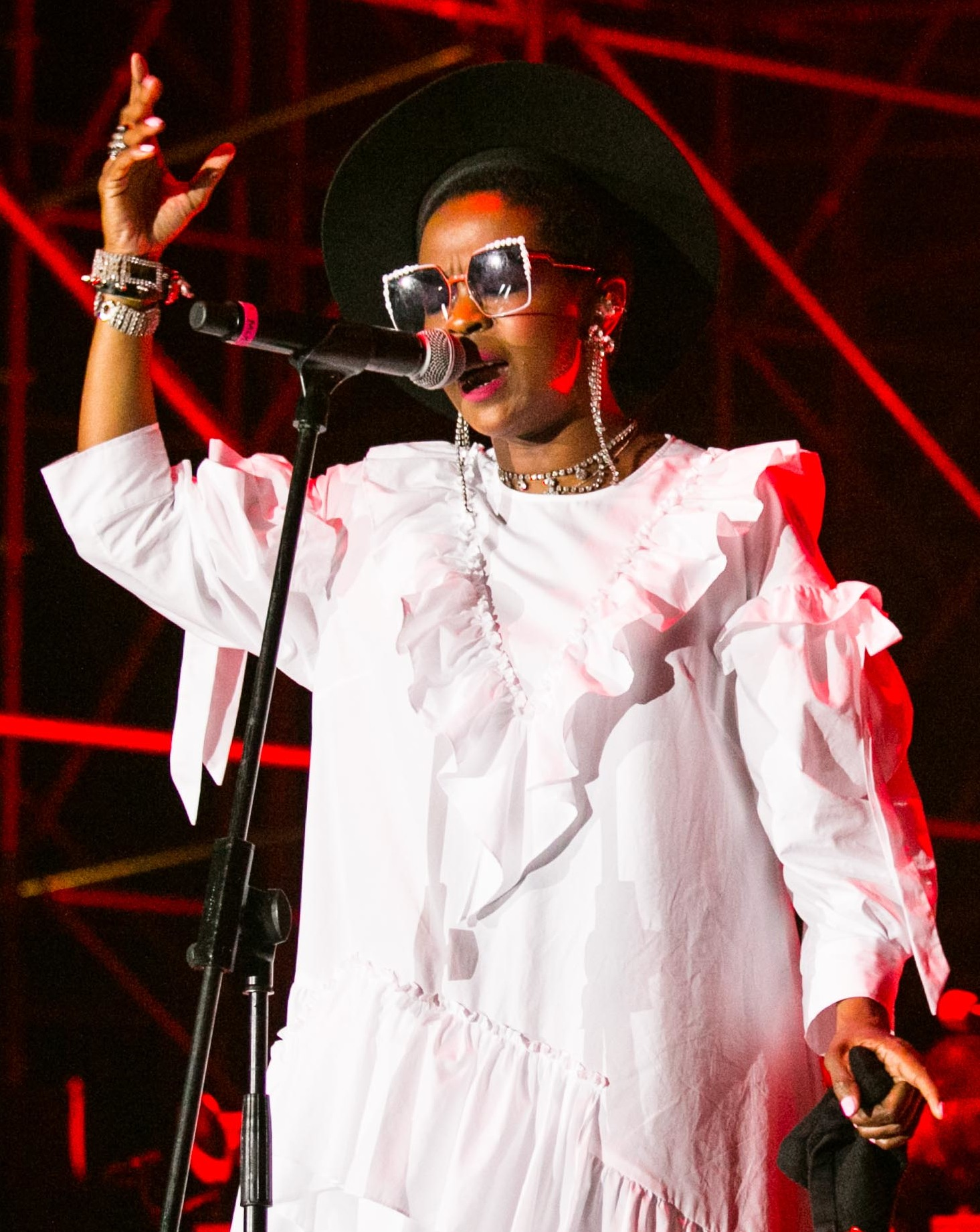
Lauryn Hill, vincitrice nel 1999.

  - Prince e The New Power Generation - 7
- 1994
  - Salt-n-Pepa (featuring En Vogue) - Whatta Man
  - Brand New Heavies - Dream on Dreamer
  - Toni Braxton - Breathe Again
  - R. Kelly - Bump n' Grind
- 1995
  - TLC - Waterfalls
  - Boyz II Men - Water Runs Dry
  - Michael Jackson & Janet Jackson - Scream
  - Jade (gruppo musicale) - 5-4-3-2 (Yo! Time Is Up)
  - Montell Jordan - This Is How We Do It
- 1996
  - The Fugees - Killing Me Softly
  - Toni Braxton - You're Makin' Me High
  - Mariah Carey & Boyz II Men - One Sweet Day
  - D'Angelo - Brown Sugar
- 1997
  - Puff Daddy $ The Famiyl (featuring Faith Evans e 112) - I'll Be Missing You
  - Babyface (featuring Stevie Wonder) - How Come, How Long
  - Erykah Badu - On & On
  - Blackstreet (featuring Dr. Dre) - No Diggity
  - Toni Braxton - Un-Break My Heart
- 1998
  - Wycleaf Jean (featuring Refugee Allstars) - Gone Till November
  - Brandy & Monica - The Boy Is Mine
  - K-Ci & JoJo - All My Life
  - Usher - You Make Me Wanna
- 1999
  - Lauryn Hill - Doo Wop (That Thing)
  - Aaliyah - Are You That Somebody?
  - Brandy - Have You Ever?
  - Whitney Houston (featuring Faith Evans & Kelly Price) - Heartbreak Hotel

### Anni 2000
- 2000
  - Destiny's Child - Say My Name
  - Toni Braxton - He Wasn't Man Enough

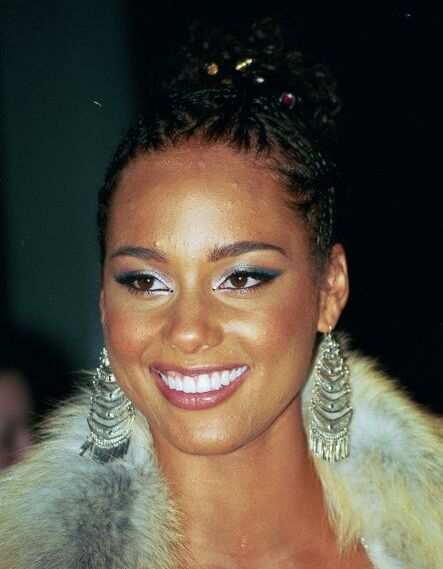
Alicia Keys, vincitrice nel 2004 e 2005.

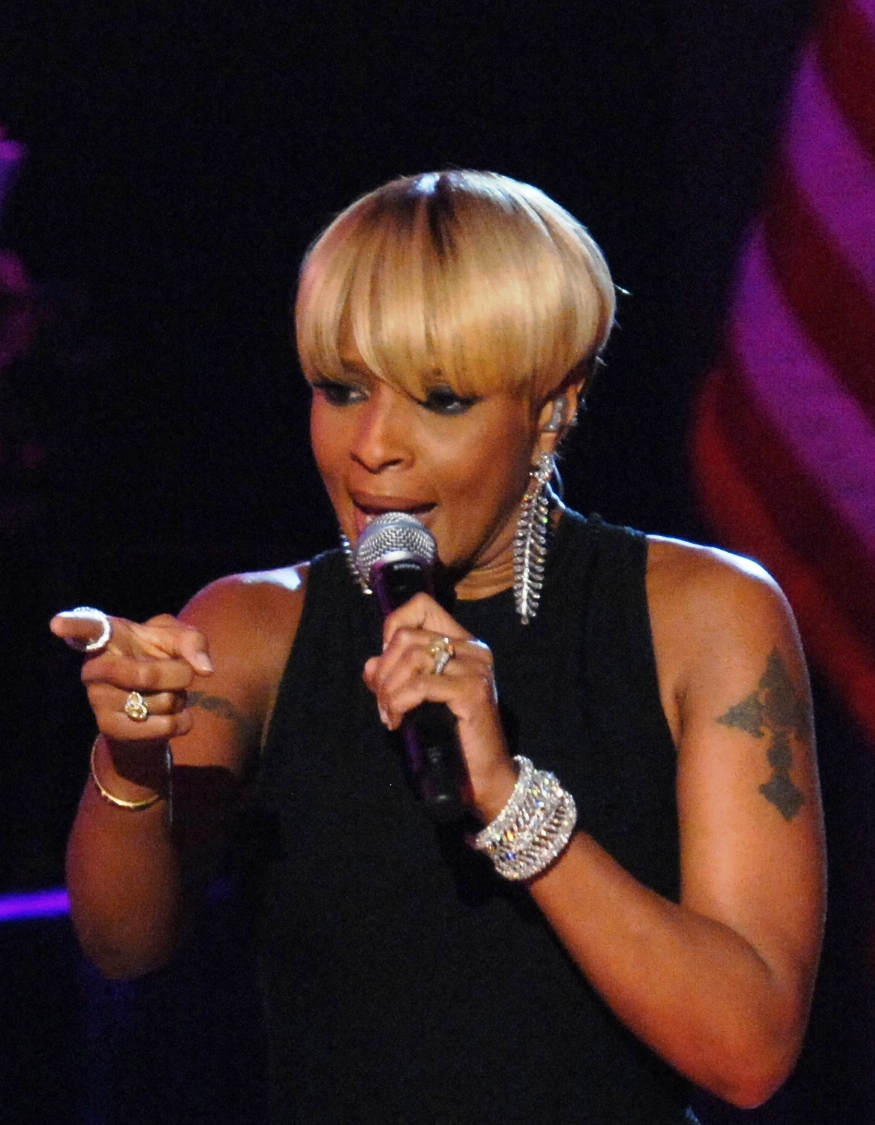
Mary J. Blige, vincitrice nel 2002.

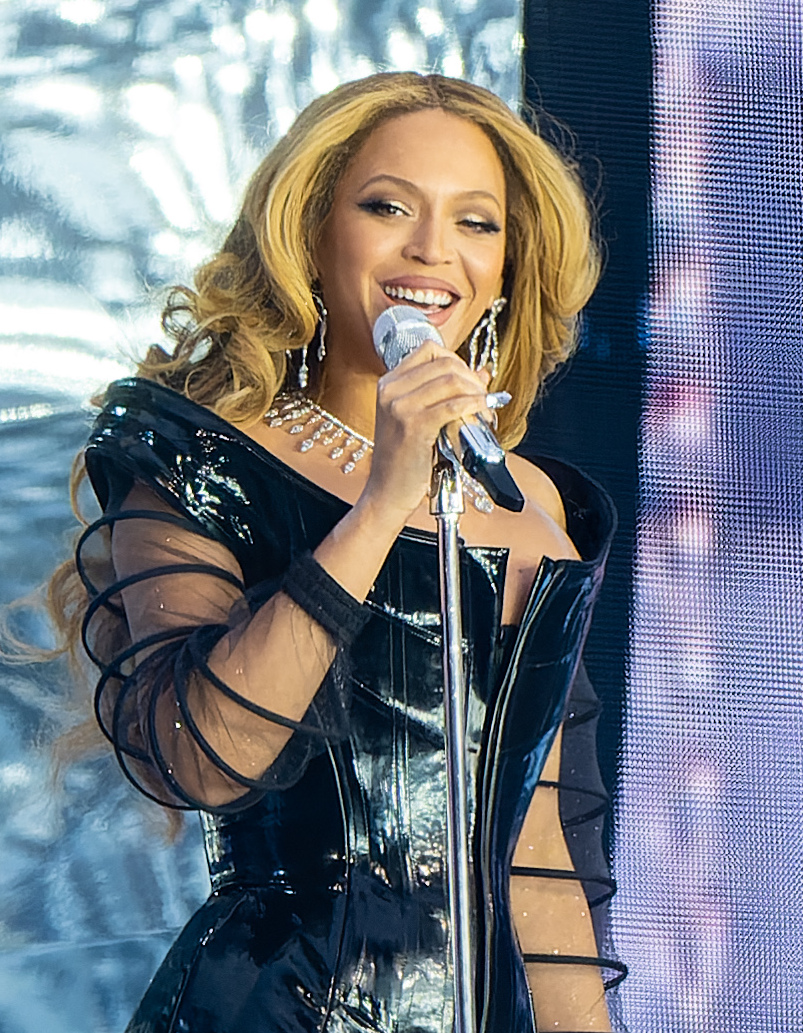
Beyoncé ha vinto due premi come artista solista (2003 e 2006) e due come membro delle Destiny's Child (2000 e 2001).

  - D'Angelo - Untitled (How Does It Feels)
  - Brian McKnight - Back at One
- 2001
  - Destiny's Child - Survivor
  - 112 - Peaches & Cream
  - Sunshine Anderson - Heard It All Before
  - R. Kelly - I Wish
  - Jill Scott - Gettin In the Way
- 2002
  - Mary J. Blige - No More Drama
  - Aaliyah - Rock the Boat
  - Ashanti - Foolish
  - Alicia Keys - A Woman's Worth
  - Usher - U Got It Bad
- 2003
  - Beyoncé (featuring Jay-Z) - Crazy in Love
  - Aaliyah - Miss You
  - Ashanti - Rock wit U (Awww Baby)
  - R. Kelly - Ignition (Remix)
  - Nelly (featuring Kelly Rowland) - Dilemma
- 2004
  - Alicia Keys - If I Ain't Got You
  - Beyoncé - Me, Myself and I
  - Brandy (featuring Kanye West) - Talk About Our Love
  - R. Kelly - Step in the Name of Love
  - Usher - Burn
- 2005
  - Alicia Keys - Karma
  - Mariah Carey - We Belong Together
  - Ciara (featuring Ludacris) - Oh
  - John Legend - Ordinary People
  - Usher (featuring Alicia Keys) - My Boo
- 2006
  - Beyoncé (featuring Slim Thug & Bun B) - Check on It
  - Mary J. Blige - Be Without You
  - Chris Brown - Yo (Excuse Me Miss)
  - Mariah Carey - Shake It Off
  - Jamie Foxx (featuring Ludacris) - Unbredictable

### Anni 2010
- 2019[1][2]

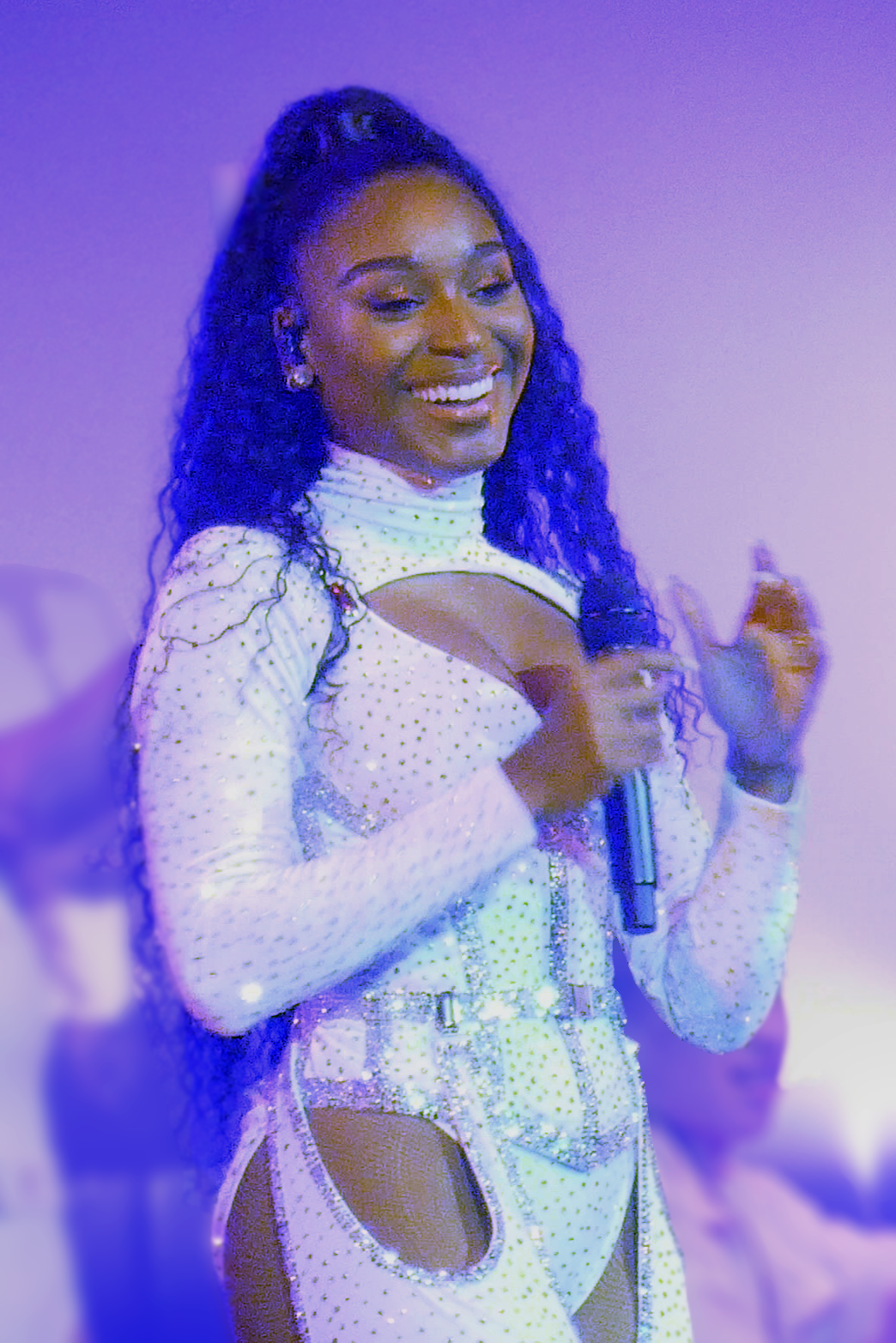
Normani, vincitrice nel 2019.

  - Normani (featuring 6lack) - Waves
  - Childish Gambino - Feels Like Summer
  - H.E.R. (featuring Bryson Tiller) - Could've Been
  - Alicia Keys - Raise a Man
  - Ella Mai - Trip
  - Anderson Paak (featuring Smokey Robinson) - Make It Better

### Anni 2020
- 2020[3]
  - The Weeknd - Blinding Lights
  - Alicia Keys - Underdog
  - Chloe x Halle - Do It
  - H.E.R. (featuring YG) - Slide

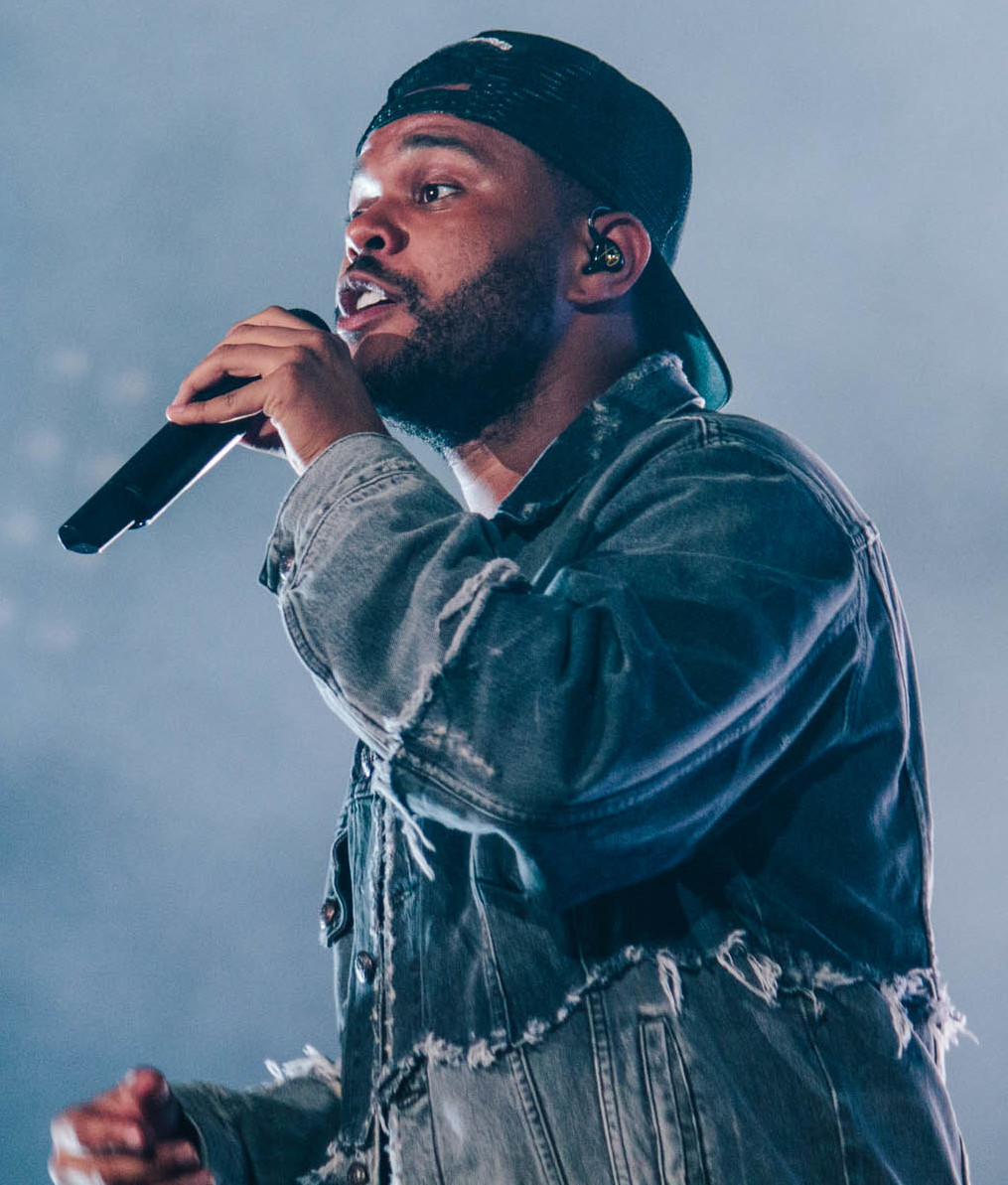
The Weeknd, vincitore nel 2020 e 2022.

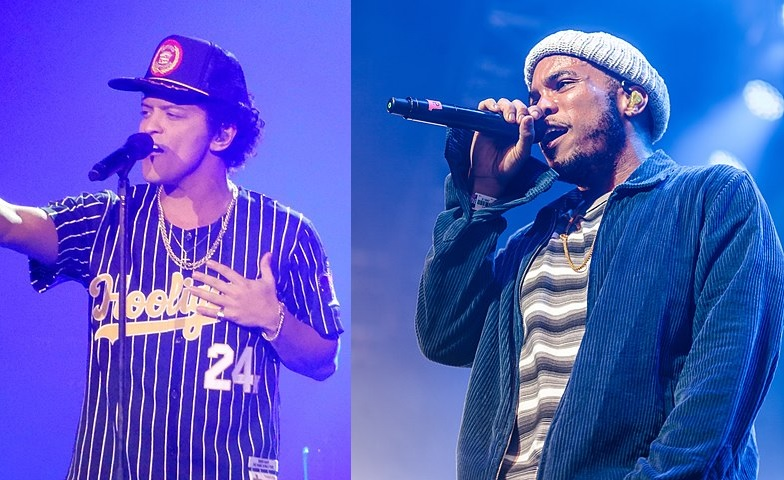
Silk Sonic, vincitori nel 2021.

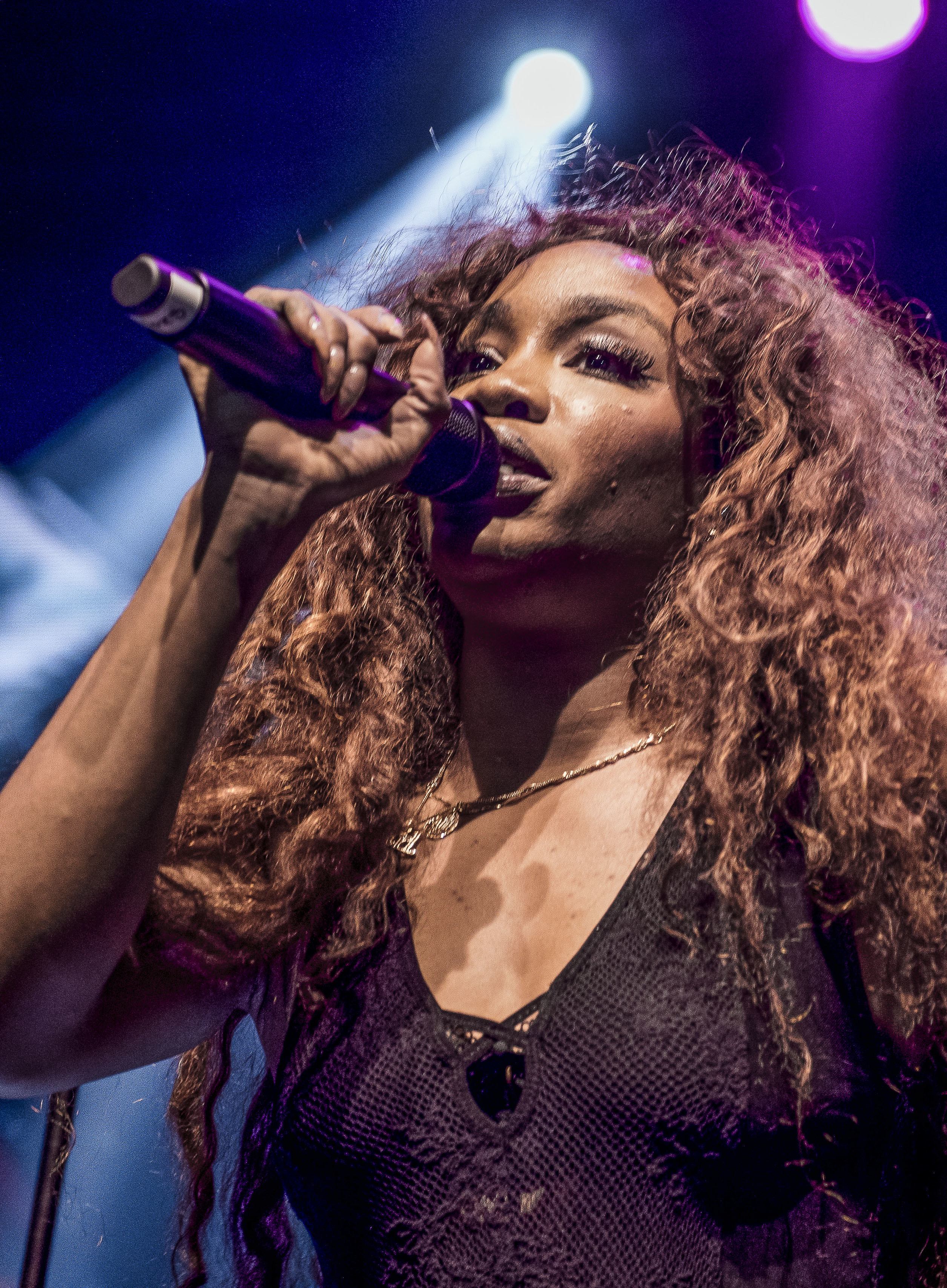
SZA, vincitrice nel 2023 e 2024.

  - Khalid (featuring Summer Walker) - Eleven
  - Lizzo - Cuz I Love You
- 2021[4]
  - Silk Sonic - Leave the Door Open
  - Beyoncé, Saint Jhn e Wizkid (featuring Blue Ivy Carter) - Brown Skin Girl
  - Chris Brown e Young Thug - Go Crazy
  - Giveon - Heartbreak Anniversary
  - H.E.R. (featuring Chris Brown) - Come Through
  - SZA - Good Days
- 2022[5]
  - The Weeknd - Out of Time
  - Chloe Bailey - Have Mercy
  - H.E.R. - For Anyone
  - Alicia Keys - City of Gods (Part II)
  - Normani (featuring Cardi B) - Wild Side
  - Summer Walker, SZA e Cardi B - No Love (Extended Version)
- 2023[6]
  - SZA - Shirt
  - Chloe Bailey (featuring Chris Brown) - How Does It Feel
  - Alicia Keys (featuring Lucky Daye) - Stay
  - Metro Boomin, The Weeknd, 21 Savage e Diddy - Creepin' (Remix)
  - Toosii - Favorite Song
  - Yung Bleu e Nicki Minaj - Love in the Way
- 2024[7][8]
  - SZA - Snooze
  - Alicia Keys - Lifeline
  - Muni Long - Made for Me
  - Tyla - Water
  - Usher, Summer Walker e 21 Savage - Good Good
  - Victoria Monét - On My Mama

## Statistiche e record

### Artisti con il maggior numero di vittore
- 2 vittore
  - Beyoncé
  - Alicia Keys
  - En Vogue
  - Destiny's Child
  - SZA
  - The Weeknd

### Artisti con il maggior numero di candidature

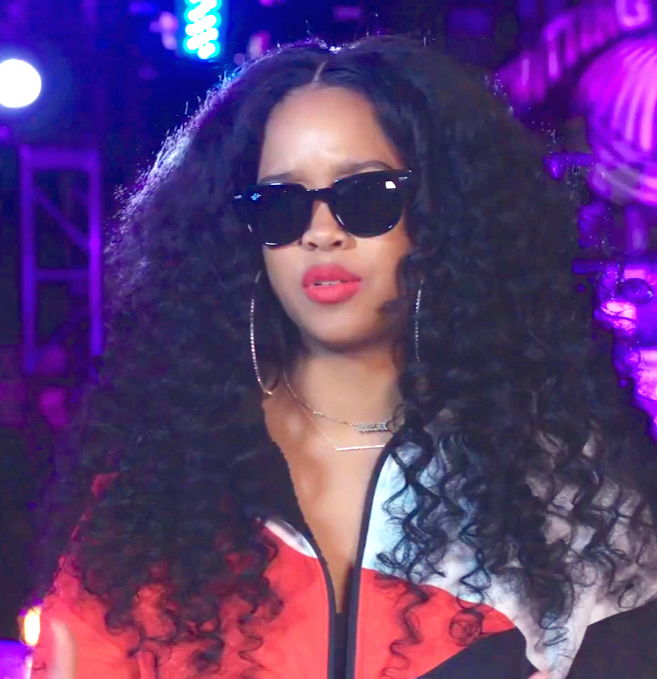
H.E.R. ha ricevuto quattro candidature consecutive.

- 9 candidature
  - Alicia Keys
- 5 candidature
  - Usher

- 4 candidature
  - Beyoncé
  - Toni Braxton
  - Chris Brown
  - H.E.R.
  - R. Kelly
  - SZA